# Adolf Schlagintweit
Adolf Schlagintweit (München, 9 januari 1829 - Kashgar, 26 augustus 1857) was een Duits bergbeklimmer en ontdekkingsreiziger.

## Biografie
Adolf Schlagintweit was het tweede kind uit de familie van bekende ontdekkingsreizigers Schlagintweit uit München. Zijn oudere broer was Hermann en zijn drie jongere broers waren Eduard, Robert en Emil.
Adolf ondernam samen met zijn broer Hermann meteorologische geologische observaties in de Alpen, waarover ze in 1850 het werk Untersuchungen über die physikalische Geographie der Alpen publiceerden. Hierbij bestegen ze de Großglockner, Wildspitze en Similaun. Ze deden in 1851 een poging voor de eerste beklimming van de hoogste top van Zwitserland, de Dufourspitze van 4634 meter hoog in de Monte Rosa, wat hen maar net mislukte. Hun jongere broer Robert voegde zich bij hen en in 1854 publiceerden ze samen Neue Untersuchungen über die physikalische Geographie und Geologie der Alpen.
In 1854, op aanbeveling van Alexander von Humboldt, traden Hermann, Adolf en Robert toe tot de Britse Oost-Indische Compagnie en deden ze wetenschappelijke onderzoeken in het territorium van de compagnie, in het bijzonder de studie naar het aardmagnetisch veld. De drie erop volgende jaren reisden ze naar het Hoogland van Dekan, de Himalaya, de Karakoramwoestijn en het Kunlungebergte.
Terwijl Hermann en Robert terugkeerden in het begin van 1857, bleef Adolf achter voor verder onderzoek, maar werd in augustus van hetzelfde jaar gevangengenomen door Wali Khan, de amir van Kashgar. In Kashgar werd hij onthoofd. De omstandigheden van Adolfs dood waren niet bekend in Europa tot 1859, toen Shokan Walikhanuli Kashgar vermomd als handelaar bezocht en het hem weer lukte terug te keren naar het Russisch Keizerrijk.